# Deutsche Fußball Liga
DFL Deutsche Fußball Liga GmbH (hay đơn giản là Deutsche Fußball Liga; n.đ. 'German Football League'; thường được viết tắt là DFL) là một công ty con thuộc sở hữu hoàn toàn của Die Liga – Fußballverband. DFL chịu trách nhiệm toàn bộ hoạt động kinh doanh của Ligaverband, bao gồm các giải đấu Bundesliga và 2. Bundesliga. Chủ tịch hội đồng giám sát của DFL là Reinhard Rauball. Christian Seifert là CEO của DFL.
Kể từ ngày 1 tháng 7 năm 2001, DFL đã tổ chức các giải Bundesliga và 2. Bundesliga. Từ năm 2005 đến năm 2007, họ cũng tổ chức DFL-Ligapokal. Từ năm 2010, DFL cũng tổ chức DFL-Supercup.
DFL thành lập vào ngày 19 tháng 12 năm 2000 dưới dạng một công ty GmbH độc lập. Kể từ đó, Ligaverband là cổ đông duy nhất của DFL, công ty đã cung cấp vốn cổ phần trị giá 1 triệu euro. Tổ chức này là công ty con của Ligaverband, đại diện cho 36 câu lạc bộ chuyên nghiệp ở hai giải đấu hàng đầu của bóng đá Đức. Ngày nay, Bundesliga và 2. Bundesliga được điều hành bởi DFL, nhưng được tổ chức chung bởi Hiệp hội bóng đá Đức (Deutscher Fußball-Bund, DFB) và Ligaverband.